# 粗肋玉黍螺
粗肋玉黍螺（学名：Echinolittorina biangulata），是玉黍螺科的一個物種。

## 分佈
生活於印度洋－西太平洋海域，本物種分佈於韩国、台湾，常栖息在潮间带岩礁。